# 马丁·耶林豪斯
马丁·耶林豪斯（德語：Martin Jellinghaus，1944年10月26日—），德国男子田径运动员。他曾代表西德参加1968年和1972年夏季奥林匹克运动会田径比赛，其中1968年奥运会获得一枚铜牌。